# Saison 1 d'Unbreakable Kimmy Schmidt
Chronologie
Saison 2
Cet article présente le guide des épisodes de la première saison de la série télévisée américaine Unbreakable Kimmy Schmidt.

## Synopsis
Kimmy Schmidt, une jeune femme de 29 ans originaire de l'Indiana, part vivre à New York après avoir passé quinze ans sous terre dans un bunker, en compagnie de trois autres femmes. Elles étaient prisonnières d'un gourou leur ayant fait croire que l'Apocalypse avait eu lieu.

## Généralités
- La saison a été mise en ligne intégralement partout dans le monde le 6 mars 2015 sur Netflix.

## Distribution

### Acteurs réguliers
- Ellie Kemper (VF : Laëtitia Godès) : Kimberly « Kimmy » Schmidt
- Tituss Burgess (VF : Diouc Koma) : Titus Andromedon
- Carol Kane (VF : Véronique Augereau) : Lillian Kaushtupper
- Jane Krakowski (VF : Véronique Alycia) : Jacqueline Voorhees

### Acteurs récurrents
- Dylan Gelula (VF : Jessica Monceau) : Xanthippe « Xan » Lannister Voorhees
- Sara Chase : Cyndee Pokorny
- Lauren Adams (VF : Hélène Bizot ) : Gretchen Chalker
- Sol Miranda (VF : Brigitte Virtudes) : Donna Maria Nuñez
- Ki Hong Lee (VF : Anatole Thibault) : Ku Nguyen (Dong Nguyen en VO)
- Susanna Guzman : Vera
- Tanner Flood : Buckley Voorhees
- Adam Campbell : Logan Beekman
- Andy Ridings : Charles
- Tim Blake Nelson : Randy

## Épisodes

### Épisode 1:Kimmy sort du bunker!
- : 6 mars 2015 sur Netflix

- Matt Lauer : Lui-même

### Épisode 2:Kimmy trouve du travail!
- : 6 mars 2015 sur Netflix

### Épisode 3:Kimmy a un rencard!
- : 6 mars 2015 sur Netflix

### Épisode 4:Kimmy va chez le docteur!
- : 6 mars 2015 sur Netflix

- Martin Short : Dr. Franff

### Épisode 5:Kimmy embrasse un garçon!
- : 6 mars 2015 sur Netflix

### Épisode 6:Kimmy va à l'école!
- : 6 mars 2015 sur Netflix

- Richard Kind : Mr. Lefkovitz

### Épisode 7:Kimmy est invitée à une soirée!
- : 6 mars 2015 sur Netflix

### Épisode 8:Kimmy est nulle en maths!
- : 6 mars 2015 sur Netflix

- Amy Sedaris : Mimi Kanasis

### Épisode 9:Kimmy fête son anniversaire!
- : 6 mars 2015 sur Netflix

- Kiernan Shipka : Kymmi

### Épisode 10:Kimmy est dans un triangle amoureux!
- : 6 mars 2015 sur Netflix

- Dean Norris : Le Loup

### Épisode 11:Kimmy fait du vélo!
- : 6 mars 2015 sur Netflix

- Nick Kroll : Tristafé
- Tina Fey : Marcia
- Jon Hamm : Révérend Richard Wayne Gary Wayne

### Épisode 12:Kimmy va au tribunal!
- : 6 mars 2015 sur Netflix

- Tina Fey : Marcia
- Jon Hamm : Révérend Richard Wayne Gary Wayne

### Épisode 13:Kimmy fait des gaufres!
- : 6 mars 2015 sur Netflix

- Tina Fey : Marcia
- Jon Hamm : Révérend Richard Wayne Gary Wayne